# Дядя Фёдор, пёс и кот
«Дядя Фёдор, пёс и кот» — сказочная повесть Эдуарда Николаевича Успенского, впервые опубликованная в 1974 году (в 1972 году при участии писателя был создан одноимённый диафильм). Повесть является первой в цикле произведений о Простоквашино.

## Сюжет
Дядя Фёдор — мальчик из городской семьи. Родители зовут его дядей, потому что он очень самостоятельный и умный. В подъезде он встречает бездомного говорящего кота Матроскина, который раньше ночевал на чердаке, а теперь ему негде жить. Дядя Фёдор забирает кота к себе домой, но мама мальчика просит убрать животное из дома. На следующий день дядя Фёдор с Матроскиным сбегают из дома и едут в деревню Простоквашино, где селятся жить в «ничейном» доме. По дороге в деревню к ним присоединяется говорящий пёс Шарик. Они знакомятся с местным почтальоном Печкиным. На протяжении последующих глав с героями происходят разные приключения.

## Продолжения
Приключения героев повести получили продолжение во множестве повестей и рассказов Эдуарда Успенского.

## Экранизации и постановки
Мультфильмы и мультсериалы и фильмы:
- 1975 ― Дядя Фёдор, пёс и кот
- 1978 ― Трое из Простоквашино
- 1980 ― Каникулы в Простоквашино
- 1984 ― Зима в Простоквашино
- 2011 ― Весна в Простоквашино
- 2018 ― н. в. ― Простоквашино
- 2026 ― Простоквашино

Спектакли:
- 1998 ― «Дядя Фёдор, Пёс и Кот» в Театре на Васильевском (режиссёр — Константин Фролов)[4].
- 2002 ― «Каникулы в Простоквашино» в Вологодском театре для детей и молодёжи (режиссёр — заслуженная артистка РФ Кира Осипова)[5].
- 2015 ― «Друзья из Простоквашино» в Калужском областном драматическом театре (режиссёр — Дмитрий Бурханкин).[источник не указан 883 дня]
- 2020 ― «Чудеса в Простоквашино» в Калужском областном драматическом театре (режиссёр — Дмитрий Бурханкин)[6].